# گیسا بایبوردی
گیسا بایبوردی (زاده ۱۲ شهریور ۱۳۸۰- تهران) عضو تیم ملی تیراندازی با کمان ایران است. او در رشتهٔ کامپوند فعالیت می‌کند.
او که از سن ۱۰ سالگی تیروکمان را شروع کرد، توانست از ۱۳ سالگی به تیم ملی دعوت شود و عناوین متعددی را به‌دست‌آورد.
در سال ۲۰۱۵ او نخستین مدال جهانی تیروکمان ایران در رده سنی نوجوانان را کسب کرد. از افتخارات دیگر او می‌توان به کسب مدال برنز کامپوند تیمی در مسابقات قهرمانی آسیا ۲۰۱۷، و مدال نقره کامپوند تیمی ومدال برنز کامپوند میکس تیمی مسابقات قهرمانی آسیا ۲۰۲۱ اشاره کرد.

## کارنامه ورزشی

### مسابقات نوجوانان
- مقام اول انفرادی در مسابقات آزاد آسیایی ۲۰۱۵
- مقام دوم تیمی در مسابقات آزاد آسیایی ۲۰۱۵[۵]
- دریافت نشان آبی از فدراسیون جهانی در مسابقات آزاد آسیایی ۲۰۱۵[۶]
- کسب مدال برنز در مسابقات جام جهانی ۲۰۱۶[۷]
- کسب مدال برنز مقام سوم انفرادی در مسابقات جهانی تیراندازی با کمان ۲۰۱۷ ، او در این مسابقات  نخستین مدال جهانی تیر و کمان ایران را به دست آورد [۸] [۹]

### مسابقات بزرگسال
- مقام سوم تیمی در مسابقات قهرمانی آسیا ۲۰۱۷[۱۰]
- مدال برنز تیمی مسابقات جهانی سیزم ارتش‌های جهان 2018[۱۱]
- مقام دوم تیمی در مسابقات قهرمانی آسیا ۲۰۲۱
- مقام سوم میکس تیمی در مسابقات قهرمانی آسیا ۲۰۲۱[۱۲]